# Todirel
Todirel es una localidad rumana de la comuna de Bârnova, en el condado de Iași.

## Historia
Hacia finales del siglo XIX, la localidad, que ya por entonces pertenecía al condado de Iași, formaba parte de la comuna de Ciurea y tenía contabilizada una población de 321 habitantes.
En la segunda mitad del siglo XX había pasado a formar parte de la comuna de Bârnova. En el censo de 2021 la localidad tenía una población de 516 habitantes.